# Kreidegrube Saturn

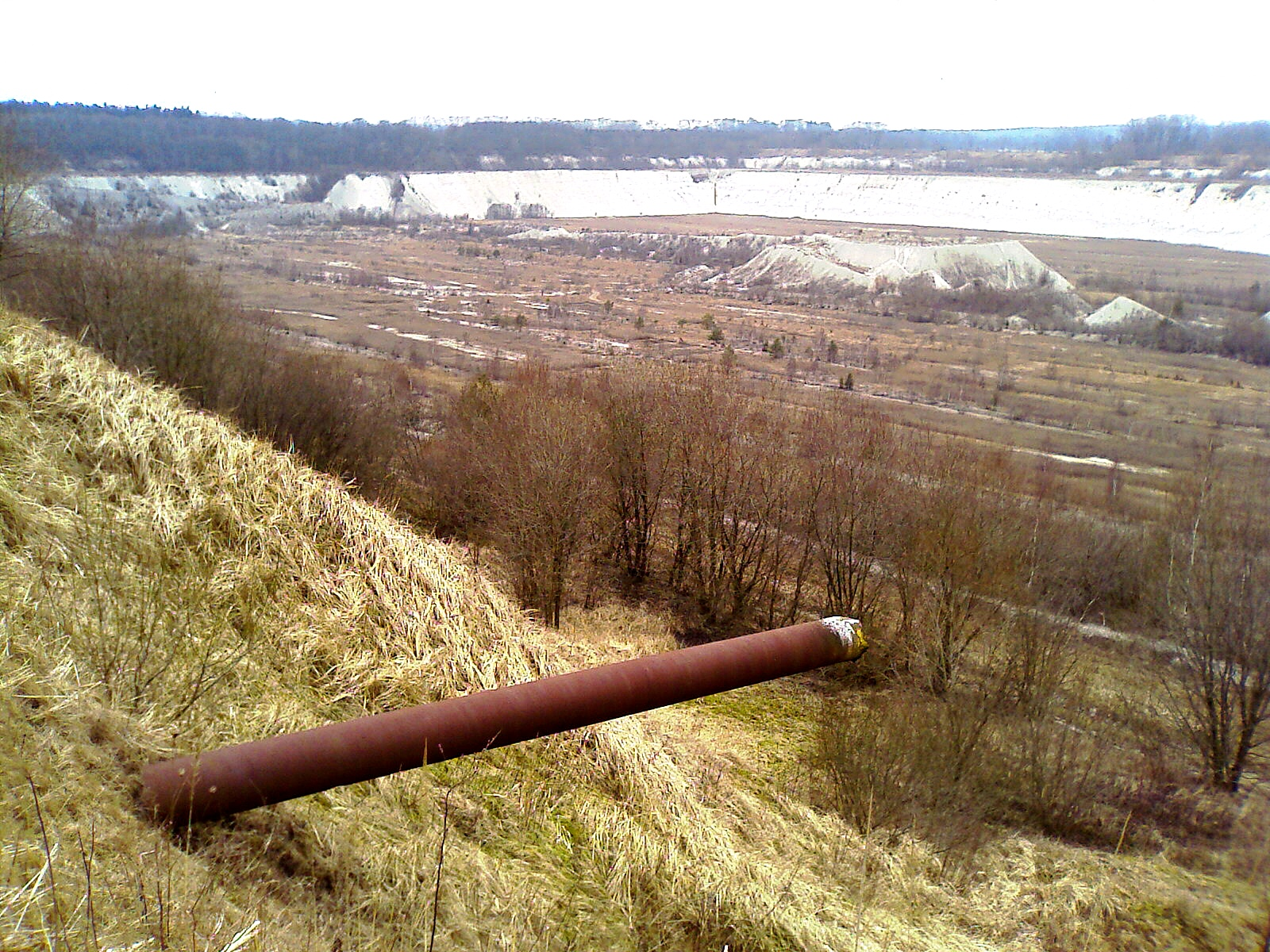
Blick von Südost in die Grube

Die Kreidegrube Saturn auf dem Gebiet der Gemeinden Breitenburg und Kronsmoor (Kreis Steinburg in Schleswig-Holstein) ist ein stillgelegtes Gebiet für den Kreideabbau im Besitz der Holcim AG. Die Grube hat eine Länge von etwa einem Kilometer und eine Breite von etwa 700 Metern.

## Geschichte
Die Grube wurde bis 1916 von dem 1898 gegründeten Unternehmen „Portlandcementfabrik Saturn“ aus Brunsbüttel betrieben, das seit der Gründung nur Verluste erwirtschaftete. Das Unternehmen wurde später von der Kali Chemie AG aus Hannover aufgekauft. Die Fabrik war die erste Chemiefabrik in Brunsbüttel, die 1981 abgerissen wurde. Die Fläche wurde für den Abbau gewählt, weil die nahegelegene Stör zum Abtransport genutzt werden konnte.

### Abbau bis zur ersten Flutung
Im Jahr 1898 kaufte die „Portlandcementfabrik Saturn“ aus Brunsbüttel zwei Höfe. Die Grube war ca. 200 m breit, ca. 600 m lang und 20 m tief. Über der Kreide lag eine 3 bis 8 m starke Abraumschicht, die sich an den dicksten Stellen aus 3 m Moor, 3 m Sand und 2 m Mergel (ein Kreide- und Tongemisch) zusammensetzte. Die Abraumschicht wurde mit Muskelkraft abgebaut und mit Loren aus dem Grubenbereich gefahren. Die Kreide wurde bis auf −20 m mit Eimerkettenbaggern abgebaut, mit Lorenzügen über einen Bahndamm zu einem Anleger an der Stör gefahren, von dem noch zwei Holzbalken existieren. Am nordöstlichen Grubenrand stand ein Kesselhaus mit einer Dampfmaschine, die die Grube leer pumpte.
Im Jahr 1916 drang infolge von Moorverschiebungen und des Bruchs eines Randdeiches verstärkt Wasser in die Grube. Die dampfbetriebene Pumpe konnte die Wassermassen entweder nicht mehr abpumpen oder die Pumpen wurden abgestellt. Die Grube lief mit Wasser voll. Sämtliche Maschinen konnten noch rechtzeitig aus der Grube geholt werden. Nur ein Stahlfachwerkturm blieb stehen. Der Turm wurde zwischen 1939 und 1944 für die Ausbildung von Tauchern und als Stahlreserve genutzt. Die geflutete Grube wurde bis 1965 als Badesee genutzt. Fische waren wenig in der Grube vorhanden.

### Abbau nach dem Zweiten Weltkrieg
Am 27. September 1965 begann die Breitenburger Portland Cement-Fabrik mit dem Leerpumpen der Grube. Dafür setzte man eine Pumpe mit einem elastischen Schlauch ein, die auf einer Schute installiert war. Das Abpumpen des Wassers führte in der Folgezeit zu einer Absenkung des Grundwasserspiegels, das Moor und der Torf um die Grube trockneten aus. Durch das Austrocknen sackten einige naheliegende Häuser ab und mussten vom Nachfolgeunternehmen Alsen gekauft und abgerissen werden.

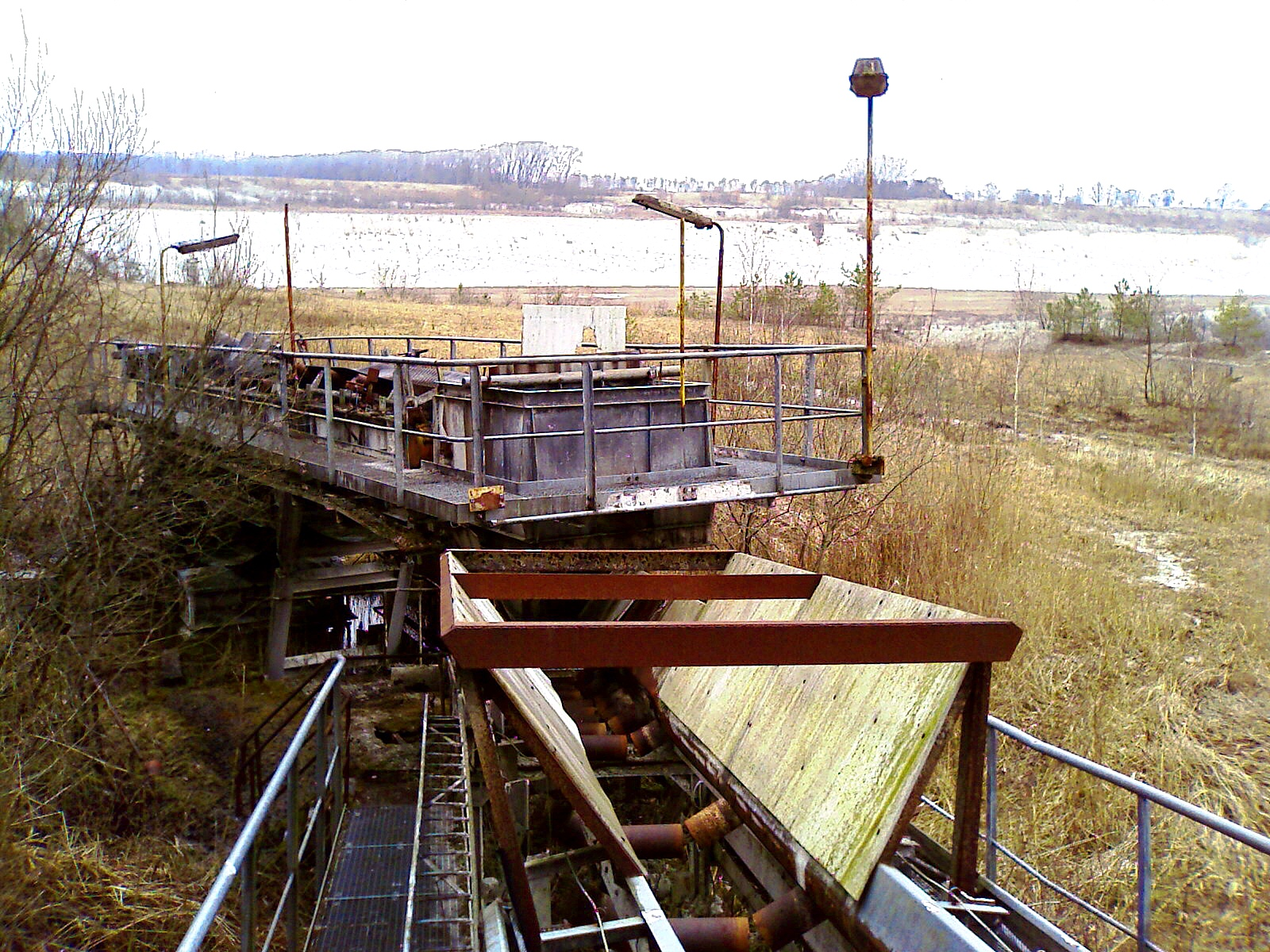
Antrieb des Förderband „KS2“ in der Grube

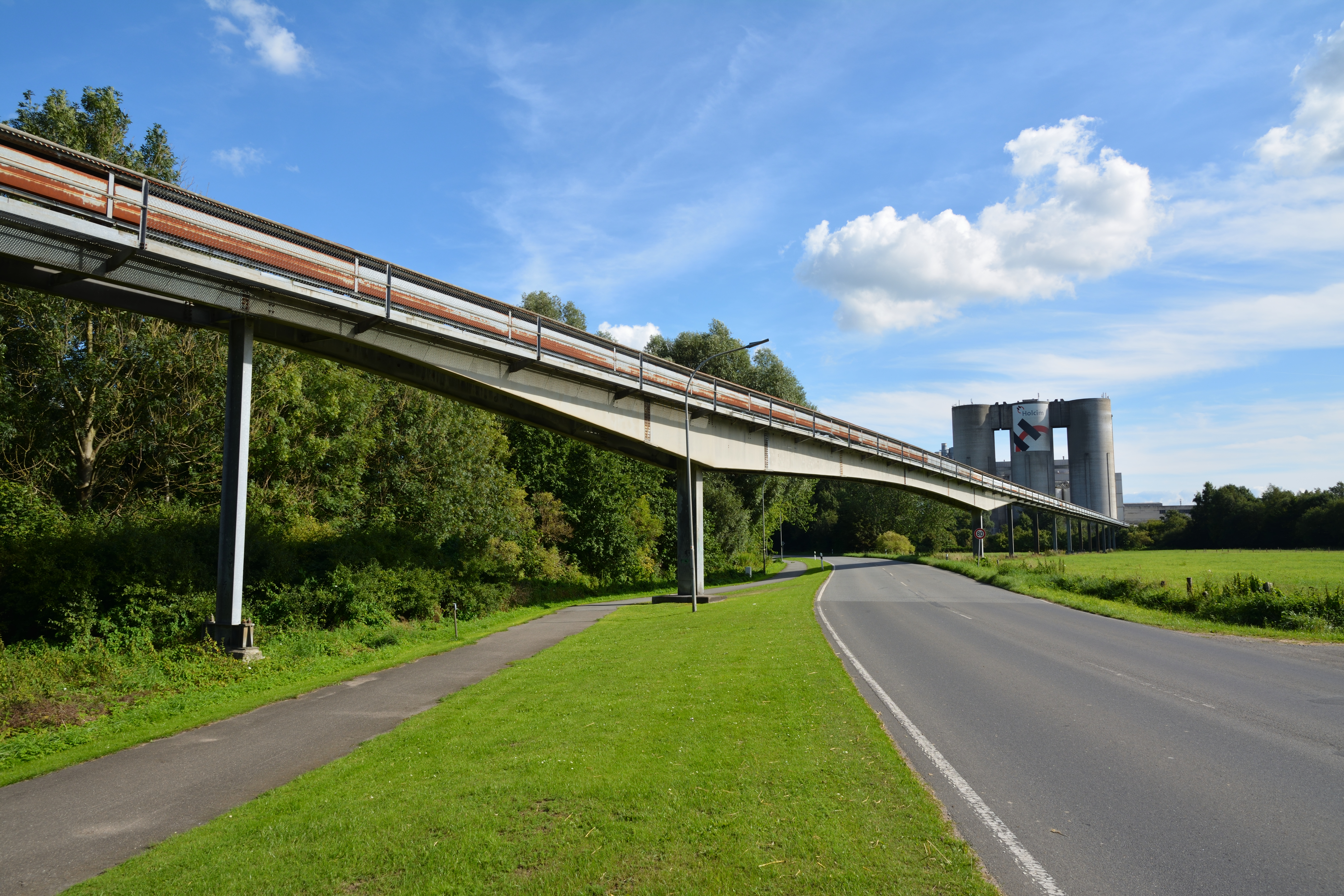
Das Förderband im Jahr 2017

1967 war die Grube ausgepumpt und es wurde damit begonnen, das Förderband „KS2“ von dem Grubenrand zur Zementfabrik in Lägerdorf zu errichten. Ein kleiner Schaufelradbagger wurde in der Grube wieder montiert (der Bagger kam aus der Grube Schinkel, die westlich von Lägerdorf liegt), um die notwendigen Arbeiten zu verrichten. Es wurde außerdem ein Transformatorhaus gebaut, um die Maschinen mit Strom zu versorgen. Die Stromleitung war am Förderband befestigt, außerdem wurde ein Sozialgebäude am Rand der Grube errichtet.
Am 8. Mai 1968 wurde ein großer Eimerkettenbagger im Tiefschnitt von der Firma LMG in der Kreidegrube eingesetzt. Durch die Stilllegung der Grube Schinkel wurde ein kleiner Eimerkettenbagger im Tiefschnitt frei. Nach Umrüstung in den Hochschnitt (der Bagger arbeitet nach oben), konnte er ab Mitte 1969 in der Kreidegrube Saturn eingesetzt werden. Nach der Demontage und Verschrottung des ersten Eimerkettenbaggers vergingen einige Jahre, bevor der Schaufelradbagger SH 400 von Krupp als Ersatz in die Grube gebracht wurde. Das Förderband wurde nach einiger Zeit von −8 m auf −22 m verlängert.
Der Abraum wurde erst von der Firma Kurt May und dann von der Firma Ernst Karl aus Westerhorn abgefahren und verkauft.
Da erst in Richtung Süden (zum Breitenburger Moorkanal), später dann in Richtung Stör abgebaut wurde, entstand in der Mitte der Grube durch das Wenden des großen Eimerkettenbaggers ein Berg.
Durch das Abtragen des Moores mussten 42 Naturausgleichsflächen geschaffen werden. Es wurden im Tütigmoor Entwässerungsgräben zugeschüttet, Felder bepflanzt und ein Pflegeplan ausgearbeitet. In den renaturalisierten Flächen siedelten sich viele Tier- und Pflanzenarten an.
Im Jahr 2002 wurde der Abbau in der Grube eingestellt. Ein Abbau Richtung Norden war nicht mehr möglich und der Abbau in die Tiefe ist zu aufwendig, da der Salzgehalt (unter der Kreide ist Salz, wodurch die Kreide verunreinigt wird; siehe Münsterdorfer Geestinsel) in der Kreide steigt. Bis dahin wurde an fünf Tagen in der Woche in drei Schichten mit insgesamt 15 Arbeitern abgebaut. Pro Stunde wurden ca. 600 Tonnen Kreide abgebaut. Im Jahr waren es ca. 2.000.000 Tonnen Kreide, die abgebaut wurden. Der große Eimerkettenbagger und der Bagger SH 400 waren die letzten Bagger, die in der Grube waren. Der Eimerkettenbagger wurde demontiert und verschrottet. Der Bagger SH 400 wurde demontiert und in die Grube Heidestraße (eine Kreidegrube westlich von Lägerdorf) gebracht, wo er jetzt noch im Betrieb ist (Stand: 2016). Die beiden Förderbänder am Grubenrand wurden abgerissen. Das Transformatorenhaus und das Sozialgebäude wurden ebenfalls abgerissen. Im Herbst 2009 wurde das Pumpenhaus abgerissen, da neue Tauchpumpen installiert wurden.

### Pläne zur zukünftigen Nutzung
Im Mai 2011 wurde bekannt, dass das Energieunternehmen E.ON und Holcim als Teileigentümer der Grube Saturn ein Pumpspeicherkraftwerk bauen möchten, dessen Oberbecken die Grube Saturn wäre. Nach den derzeitigen Plänen der Landesregierung ist das Vorhaben jedoch – zumindest in der ursprünglich geplanten Form – nicht umsetzbar.